# 송면재
송면재(宋冕載, 1764년 ~ ?)는 조선의 문신이다. 본관은 여산(礪山). 자는 주경(周卿)이다.

## 생애
1794년(정조 18) 정시문과에 병과로 급제하고 부교리, 지평, 양주목사, 사간원대사간, 이조참의, 이조참판, 강화유수, 형조판서, 한성부판윤, 예조판서, 사헌부대사헌, 의정부좌참찬, 병조판서, 우참찬, 이조판서, 형조판서 등을 지냈다.